# Beitrittsverhandlungen Montenegros mit der Europäischen Union
Montenegro ist seit dem 17. Dezember 2010 offizieller Beitrittskandidat der Europäischen Union (EU).

## Beziehungen zwischen Montenegro und der Europäischen Union
Der Rat der Europäischen Union hat am 23. April 2009 die Weiterleitung des montenegrinischen Beitrittsantrags an die Europäische Kommission beschlossen. Er hat damit das formale Beitrittsverfahren nach Art. 49 des Vertrags über die Europäische Union (EUV) eingeleitet. Die Europäische Kommission erarbeitet derzeit ihre Stellungnahme zum montenegrinischen Beitrittsantrag. Sie hat Montenegro im Juli 2009 einen umfangreichen Fragenkatalog übermittelt, auf den die Regierung in Podgorica im Dezember 2009 ihre Antworten vorgelegt hat. Am 9. November 2010 stand die  Europäische Kommission Montenegro den Kandidatenstatus zu. Dieser wurde auf dem EU-Gipfel am 17. Dezember 2010 vom Europäischen Rat offiziell vergeben. Am 26. Juni 2012 empfahlen die Europaminister der EU-Mitgliedsländer die Aufnahme von Beitrittsverhandlungen. Diese Entscheidung wurde beim Gipfeltreffen der Staats- und Regierungschefs am 29. Juni 2012 offiziell bestätigt.

## Reformstand
Die Europäische Kommission überwacht die Reformfortschritte Montenegros auf seinem Weg in die Europäische Union in ihrer Erweiterungsstrategie und den Fortschrittsberichten, die jedes Jahr im Herbst erscheinen. Der Rat der Europäischen Union betonte in seinen Schlussfolgerungen vom 7./8. Dezember 2009 zu Montenegro:

„Der Rat würdigt die Fortschritte in vielen Bereichen, insbesondere bei der zügigen Umsetzung des Interimsabkommens. Die Parlamentswahlen entsprachen nahezu allen internationalen Standards, obwohl es einige Mängel gab und den Empfehlungen des Büros für demokratische Institutionen und Menschenrechte nachzukommen ist. Montenegro wird größere Anstrengungen bei der Konsolidierung der Rechtsstaatlichkeit – einschließlich der Unabhängigkeit der Justiz – unternehmen und nachhaltige Ergebnisse bei der Bekämpfung von organisierter Kriminalität und Korruption vorweisen müssen. Die Stärkung der Verwaltungskapazitäten zur wirksamen Durchsetzung des geltenden Rechts ist auch weiterhin eine wichtige Aufgabe Montenegros. Verstärkte Bemühungen sind nötig, was die Gewährleistung der Meinungsfreiheit und insbesondere der Medienfreiheit anbelangt.
Der Rat weist darauf hin, dass er die Kommission im April 2009 ersucht hat, ihre Stellungnahme zu Montenegros Antrag auf Mitgliedschaft in der Europäischen Union vorzulegen. Der Beitrittsantrag wird auf der Grundlage der im Vertrag verankerten Grundsätze, der 1993 vom Europäischen Rat in Kopenhagen festgelegten Kriterien und der Schlussfolgerungen des Europäischen Rates (Tagung vom Dezember 2006) über den erneuerten Konsens über die Erweiterung bewertet. Der Rat kommt überein, auf diesen Punkt zurückzukommen, wenn die Stellungnahme der Kommission vorliegt.“

## Stabilisierungs- und Assoziierungsprozess
Das Stabilisierungs- und Assoziierungsabkommen (SAA) zwischen der EU und Montenegro wurde am 15. Oktober 2007 unterzeichnet. Ein Interimsabkommen, das vor allem handelspolitische Teile enthält, trat am 1. Januar 2008 in Kraft. Das SAA selbst musste von allen EU-Mitgliedstaaten und von Montenegro in parlamentarischen Verfahren ratifiziert werden. Es ist am 1. Mai 2010 in Kraft getreten.

## Finanzielle EU-Unterstützung des Reformprozesses in Montenegro
Die EU unterstützt Montenegro finanziell vor allem im Rahmen des Instruments für Heranführungshilfe (IPA), das bis zum Jahr 2013 lief. Von 2007 bis 2010 erhielt Montenegro 113,46 Millionen Euro aus IPA-Geldern. Von 1998 bis 2006 war das Land bereits über das EU-Programm Community Assistance for Reconstruction, Development, and Stabilisation (CARDS) mit 277,2 Millionen Euro unterstützt worden.

## Übersicht über den Verhandlungsfortschritt
In der Woche vom 26. bis 30. März 2012 wurde das Screening der Verhandlungskapitel begonnen. Am 18. Dezember 2012 wurde mit Kapitel 25 das erste Kapitel eröffnet.
Weitere Daten zeigt die folgende Tabelle.
| Kapitel                                                                  | Screening          | eröffnet          | abgeschlossen     |
| ------------------------------------------------------------------------ | ------------------ | ----------------- | ----------------- |
| 1. Freier Warenverkehr                                                   | 6. März 2013       | 20. Juni 2017     | –                 |
| 2. Freizügigkeit der Arbeitnehmer                                        | 7. Juni 2013       | 11. Dezember 2017 | –                 |
| 3. Niederlassungsfreiheit und freier Dienstleistungsverkehr              | 24. Oktober 2012   | 11. Dezember 2017 | –                 |
| 4. Freier Kapitalverkehr                                                 | 21. Februar 2013   | 24. Juni 2014     | –                 |
| 5. Vergaberecht                                                          | 27. Juli 2012      | 18. Dezember 2013 | 27. Juni 2025     |
| 6. Gesellschaftsrecht                                                    | 22. November 2012  | 18. Dezember 2013 | –                 |
| 7. Schutz geistiger Eigentumsrechte                                      | 11. Oktober 2012   | 1. April 2014     | 16. Dezember 2024 |
| 8. Wettbewerbsrecht                                                      | 5. Oktober 2012    | 30. Juni 2020     | –                 |
| 9. Finanzdienstleistungen                                                | 11. Juni 2013      | 22. Juni 2015     | –                 |
| 10. Informationsgesellschaft und Medien                                  | 22. Januar 2013    | 1. April 2014     | 16. Dezember 2024 |
| 11. Landwirtschaft und ländliche Entwicklung                             | 9. November 2012   | 13. Dezember 2016 | –                 |
| 12. Lebensmittelsicherheit, Veterinärpolitik und Pflanzenschutz          | 15. Oktober 2012   | 13. Dezember 2016 | –                 |
| 13. Fischerei                                                            | 6. Juni 2013       | 13. Dezember 2016 | –                 |
| 14. Verkehrspolitik                                                      | 30. Mai 2013       | 21. Dezember 2015 | –                 |
| 15. Energie                                                              | 11. April 2013     | 21. Dezember 2015 | –                 |
| 16. Steuerpolitik                                                        | 30. April 2013     | 30. März 2015     | –                 |
| 17. Wirtschafts- und Währungspolitik                                     | 25. Februar 2013   | 26. Juni 2018     | –                 |
| 18. Statistiken                                                          | 25. Juni 2013      | 16. Dezember 2014 | –                 |
| 19. Sozialpolitik und Beschäftigung                                      | 13. März 2013      | 13. Dezember 2016 | –                 |
| 20. Unternehmens- und Industriepolitik                                   | 26. Oktober 2012   | 18. Dezember 2013 | 16. Dezember 2024 |
| 21. Transeuropäisches Verkehrsnetz                                       | 30. Mai 2013       | 22. Juni 2015     | –                 |
| 22. Regionalpolitik und Koordination der strukturpolitischen Instrumente | 18. Mai 2012       | 20. Juni 2017     | –                 |
| 23. Justiz und Grundrechte                                               | 31. Mai 2012       | 18. Dezember 2013 | –                 |
| 24. Justiz, Freiheit und Sicherheit                                      | 25. Mai 2012       | 18. Dezember 2013 | –                 |
| 25. Wissenschaft und Forschung                                           | 25. September 2012 | 18. Dezember 2012 | 18. Dezember 2012 |
| 26. Bildung und Kultur                                                   | 26. September 2012 | 15. April 2013    | 15. April 2013    |
| 27. Umwelt                                                               | 22. März 2012      | 10. Dezember 2018 | –                 |
| 28. Verbraucher- und Gesundheitsschutz                                   | 16. April 2013     | 16. Dezember 2014 | –                 |
| 29. Zollunion                                                            | 21. Juni 2013      | 16. Dezember 2014 | –                 |
| 30. Beziehungen nach Außen                                               | 12. Juni 2013      | 30. März 2015     | 20. Juni 2017     |
| 31. Außenpolitik, Sicherheits- und Verteidigungspolitik                  | 27. Juni 2013      | 24. Juni 2014     | –                 |
| 32. Finanzkontrolle                                                      | 19. Juni 2013      | 24. Juni 2014     | –                 |
| 33. Finanz- und Haushaltsbestimmungen                                    | 26. Juni 2013      | 16. Dezember 2014 | –                 |
| 34. Institutionen                                                        | entfällt           | entfällt          | entfällt          |
| 35. Andere Fragen                                                        | entfällt           | entfällt          | entfällt          |
| abgeschlossen                                                            | 33                 | 33                | 7                 |
| ausstehend                                                               | 0                  | 0                 | 23                |

Stand: 27. Juni 2025
Verhandlungsfortschritt:

## Euro
Montenegro gehört nicht der Europäischen Währungsunion an. Dennoch ist der Euro gesetzliches Zahlungsmittel des Landes.
Montenegro hatte seit November 2000 einseitig den jugoslawischen Dinar aus dem Verkehr gezogen. Bereits ein Jahr zuvor, mit den währungspolitischen Turbulenzen durch den Kosovokrieg, war die D-Mark als Parallelwährung eingeführt worden, die 2002 durch den Euro ersetzt wurde.

## Visa-Liberalisierung
Am 1. Januar 2008 sind in allen Staaten des Westlichen Balkans (außer Kosovo) Visumerleichterungs- und Rückübernahmeabkommen mit der EU in Kraft getreten. Anschließend hat die Europäische Kommission gemeinsam mit den beteiligten Staaten Fahrpläne für eine Visabefreiung übergeben. Nachdem Montenegro, Serbien und Nordmazedonien die Bedingungen der Fahrpläne vollständig erfüllt hatten, gewährt die EU seit dem 19. Dezember 2009 Visafreiheit für diese Länder. Sie gilt für touristische Reisen in alle Schengen-Staaten für bis zu 90 Tage. Voraussetzung ist, dass Reisende einen biometrischen Reisepass besitzen und keine Erwerbstätigkeit aufnehmen. Fragwürdig ist jedoch der lasche Umgang bei der Vergabe der montenegrinischen Staatsbürgerschaft und der Ausstellung von Ausweisdokumenten an finanzstarke Personen ab 350.000 Euro. Zum Beispiel besitzt der ehemalige thailändische Premierminister Thaksin Shinawatra, der von den Justizbehörden Thailands per Haftbefehl gesucht wurde, einen Pass aus Montenegro.